# Crosby, Stills, Nash & Young
Crosby, Stills & Nash (CSN) fue un grupo de rock integrado por los músicos David Crosby, Stephen Stills y Graham Nash. Cuando se les unió el cantautor canadiense Neil Young como cuarto miembro, se llamaron Crosby, Stills, Nash & Young (CSNY). El grupo es conocido por sus intrincadas armonías vocales, las relaciones interpersonales a veces tumultuosas, el activismo político de sus miembros y su influencia en la contracultura estadounidense de la década de 1970. Sus cuatro integrantes han sido introducidos en el Salón de la Fama del Rock and Roll.
Crosby, Stills & Nash tuvo en sus principios una clara influencia de las antiguas bandas de sus componentes, tales como The Hollies, The Byrds y Buffalo Springfield.

## Historia

### Formación del grupo (1968-1969)
Previo a la formación de CSN, cada miembro pertenecía a otros grupos. David Crosby procedía del grupo de folk rock The Byrds; Stephen Stills había sido vocalista, guitarrista y compositor de Buffalo Springfield, donde también tocaba Neil Young; y Graham Nash tocaba en el grupo The Hollies, uno de los grupos de la invasión británica.
Debido a fricciones internas entre Crosby y sus compañeros de The Byrds, el músico fue despedido del grupo a finales de 1967. A principios de 1968, Buffalo Springfield se había desintegrado también por cuestiones internas, y después de publicar su último álbum, Last Time Around, Stills se encontró desempleado durante el verano. Junto a Crosby, Stills comenzó a reunirse informalmente y a ensayar música. El resultado de un encuentro en Florida en la goleta de Crosby fue la canción  "Wooden Ships", compuesta en colaboración con otro invitado, Paul Kantner, del grupo Jefferson Airplane.
Por otra parte, Nash conoció a Crosby cuando The Byrds salieron de gira por el Reino Unido en 1966. Cuando The Hollies viajaron a California en 1968, Nash reanudó su amistad con Crosby. En una fiesta en la casa de Joni Mitchell en julio de 1968, Nash preguntó a Stills y Crosby si podían repetir su actuación de "You Don't Have to Cry", una nueva composición de Stills, a la que Nash añadió una tercera parte vocal. Las voces cuajaron, y los tres dieron cuenta de que tenían una gran "química vocal".
Creativamente frustrado con The Hollies, Nash decidió dejar la banda y trabajar con Crosby y Stills. Tras fallar en una audición para la discográfica de The Beatles Apple Records, Ahmet Ertegun, seguidor de Buffalo Springfield, les fichó para Atlantic Records. Desde el principio, debido a las historias de sus respectivos grupos, el trío decidió no estar encerrado en una estructura grupal, por lo que usaron sus apellidos para asegurarse una independencia y como garantía contra la continuidad del grupo sin uno de sus miembros, al igual que sucedió con The Byrds y The Hollies tras la marcha, respectivamente, de Crosby y Nash. Su contrato discográfico con Atlantic reflejó esta situación, poniendo a CSN con una flexibilidad inédita para un grupo recién formado.
El trío también contrató un equipo de representación único, con Elliot Roberts y David Geffen, que habían diseñado su contrato con Atlantic y ayudaron a consolidar la influencia del grupo en la industria. Roberts mantuvo la banda centrada y se ocupó de sus egos, mientras que Geffen manejó los negocios.
Crosby, Stills & Nash, el debut discográfico del grupo, fue publicado en mayo de 1969 y obtuvo un notable éxito, con dos sencillos alcanzando el top 40 en la lista Billboard Hot 100 y recibiendo una frecuente promoción en las radios. Con la excepción del batería Dallas Taylor, Stills había realizado la mayor parte de la instrumentación del álbum, lo que provocó que el grupo necesitara personal adicional para salir de gira.

### Entrada de Neil Young yDéjà Vu(1970-1971)

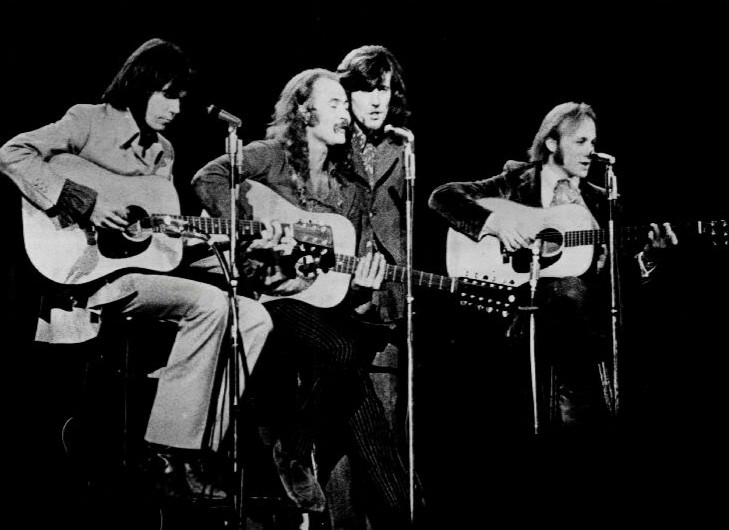
Young, Crosby, Nash y Stills en 1970.

Con la adición de Taylor, el grupo decidió inicialmente contratar a un teclista. Stills intentó acercarse a Steve Winwood, que estaba ocupado con el recién creado grupo Blind Faith. Ertegun, jefe de Atlantic Records, sugirió el nombre de Neil Young, antiguo miembro de Buffalo Springfield y también representado por Roberts, como una opción bastante obvia. Stills y Nash ejercieron objeciones a la entrada de Young: Stills debido a los problemas que llevaron a la disolución de Buffalo Springfield, y Nash debido a su falta de familiaridad con el músico. Sin embargo, después de varias reuniones, el trío se expandió a un cuarteto con la entrada de Young como miembro de pleno derecho. Los términos del contrato dieron a Young total libertad para mantener una carrera musical paralela con su recién creada banda de acompañamiento, Crazy Horse.
El cuarteto se complementó con una sección rítmica integrada por el bajista Bruce Palmer, que tocó con Young previamente en el grupo Mynah Birds y también en Buffalo Springfield. Sin embargo, poco tiempo después, Palmer fue obligado a salir del grupo, y por recomendación de Rick James, contrataron al bajista Greg Reeves como reemplazo.
Con Young en el grupo, el cuarteto salió de gira a finales del verano de 1969. Su primer concierto tuvo lugar el 17 de agosto de 1969 en el Auditorium Theatre de Chicago, con Joni Mitchell como telonera. Durante el concierto, el grupo mencionó que iban a ir a un lugar llamado Woodstock al día siguiente, pero que no sabían dónde estaba. Además, comenzaron el segundo set pronunciando la misma frase que en Woodstock: "Esta es la segunda vez que tocamos delante de gente. Estamos cagados de miedo". El concierto comenzó con la canción "Suite: Judy Blue Eyes" antes de interpretar una versión del tema de The Beatles "Blackbird".
Su segundo concierto como cuarteto tuvo lugar en el festival de Woodstock el 18 de agosto. La canción "Woodstock", grabada entre CSNY y Mitchell, se convirtió más tarde en un éxito y en la grabación más asociada con el festival. Por otra parte, su participación en el Altamont Free Concert se vio asolada por la violencia, lo que provocó que el grupo tuviese que huir. La participación de CSNY en Altamont no fue incluida en el documental Gimme Shelter (1970) por petición del propio grupo. Dos actuaciones en el Big Sur Folk Festival los días 13 y 14 de septiembre de 1969 aparecieron en el largometraje Celebration at Big Sur.
La gran expectación creada por el grupo hizo que Déjà Vu, el primer álbum de estudio del cuarteto y publicado en marzo de 1970, llegara al primer puesto de la lista estadounidense Billboard 200. En abril de 1970, Reeves comenzó a comportarse de forma errática, por lo que Stills decidió despedirlo y reemplazarlo por Calvin "Fuzzy" Samuels. De forma paralela, Young y Crosby, durante su estancia en una casa de San Francisco, oyeron las noticias sobre la masacre de la Universidad Estatal de Kent, en la que la Guardia Nacional reprimió una manifestación estudiantil provocando la muerte de cuatro estudiantes. Esta situación inspiró a Young a componer "Ohio", un tema grabado en apenas una semana. Sin embargo, la naturaleza deliberadamente tenue del cuarteto se desplomó con el éxito, y el grupo se separó después de su gira en verano de 1970. Grabaciones de varios conciertos fueron recopilados en el doble álbum 4 Way Street.

### Carreras en solitario (1972-1973)
Entre septiembre de 1970 y mayo de 1971, cada uno de los cuatro miembros de CSNY publicaron cuatro álbumes en solitario: Young publicó After the Gold Rush en septiembre; Stills lanzó un álbum epónimo en noviembre; Crosby editó If I Could Only Remember My Name en febrero, y Nash publicó Songs for Beginners en mayo. Los cuatro trabajos fueron top 15 en la lista estadounidense Billboard 200, con Stephen Stills llegando al puesto tres. Crosby y Nash se embarcaron también en una gira acústica, documentada en el disco de 1998 Another Stoney Evening.
Aunque no hubo ningún proyecto común del cuarteto, 1972 fue un año fructífero para los cuatro miembros del grupo en sus respectivas carreras en solitario. Young obtuvo su mayor éxito comercial con el álbum Harvest y el sencillo "Heart of Gold", que llegaron al primer puesto de las listas de discos y sencillos más vendidos de los Estados Unidos. Por otra parte, Stills formó con Chris Hillman, antiguo miembro de The Byrds, el grupo Manassas y publicó un álbum homónimo. Contando los tres discos grabados con CSN, Manassas se convirtió en el sexto álbum de Stills en llegar al top 10. Nash también se unió a Young para grabar "War Song" y trabajó con Crosby en Graham Nash David Crosby, el primer álbum de estudio del dúo, que alcanzó el puesto cuatro en la lista Billboard 200.
Sin embargo, los cuatro miembros obtuvieron un éxito inferior al año siguiente. Young se embarcó en una gira en solitario destacada por su tono sombrío, debido a la muerte de Danny Whitten, guitarrista de Crazy Horse, por una sobredosis de heroína. Crosby y Nash se unieron a Young a mitad de la gira, que fue documentada en el álbum en directo Time Fades Away. Por otra parte, Crosby encabezó una reunión de la formación original de The Byrds con la publicación del homónimo Byrds  (1973/Asylum)que no obtuvo el éxito deseado, cancelándose la tan ansiada gira de reunión del combo clásico. Nash publicó su segundo disco en solitario,Wild Tales  (1973/Atlantic) y Stills grabó un segundo trabajo con Manassas, Down The Road  (1973/Atlantic)
En junio y julio del mismo año, Crosby, Stills y Nash se reunieron en el rancho de Young y en un estudio de grabación en Hawái con la intención de grabar un nuevo álbum, tentativamente titulado Human Highway. Sin embargo, las disputas que habían roto el grupo en 1970 volvieron rápidamente, dispersando nuevamente a sus miembros.

### Reconciliación y otras formaciones (1974-1976)

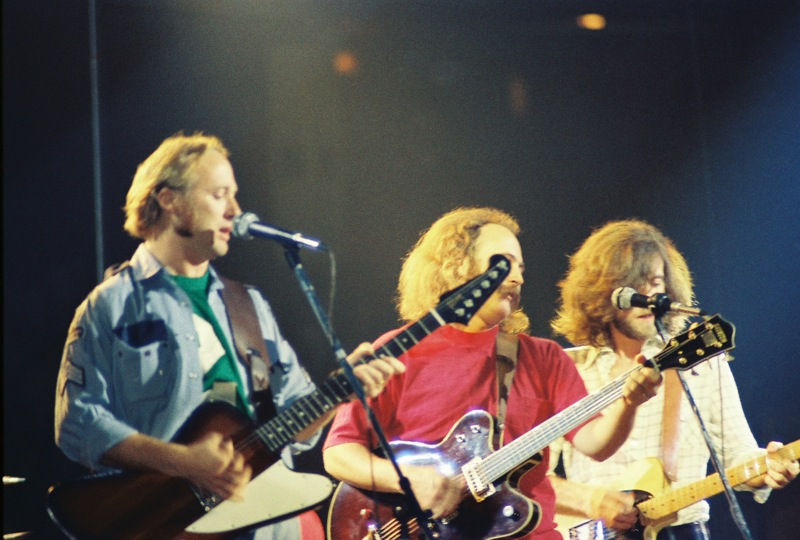
CSN en 1974.

Roberts, representante del cuarteto, convenció finalmente al grupo para reanudar su potencial comercial. El cuarteto volvió a unirse de nuevo en el verano de 1974, con la compañía del bajista Tim Drummond, el batería Russ Kunkell y el percusionista Joe Lala, para embarcarse en su primera gira por estadios. La gira fue organizada por el empresario de San Francisco Bill Graham, que ese mismo año había contratado a Bob Dylan para ofrecer su primera gira en ocho años. Durante los conciertos, de tres horas y media de duración, el grupo tocó canciones antiguas y nuevas composiciones, algunas de las cuales no fueron publicadas en ningún álbum posterior.
Aunque de cara a la prensa habían hecho creer que sus características disputas eran cosa del pasado, los excesos propios de la época se hicieron sentir nuevamente. Stills comenzó a complementar sus características camisetas de fútbol con uniformes militares, insinuando que era un agente secreto de la CIA. La comitiva de Crosby incluyó dos novias que fomentaron las tensiones internas. Además, a lo largo de la gira, Young se aisló del grupo, viajando en una caravana junto a su hijo, y se quejó públicamente de que la mayor parte del nuevo material fueran composiciones suyas. Un nuevo intento por grabar un nuevo disco en otoño fue desechado, y Atlantic decidió publicar el recopilatorio So Far para promocionar la gira. Algunas canciones interpretadas durante la gira de 1974 fueron publicadas en trabajos en solitario de sus miembros, como Zuma, American Stars 'N Bars, Comes a Time y Hawks & Doves, de Young; Wind on the Water y Whistling Down the Wire, de Crosby & Nash, Long May You Run, de The Stills-Young Band, y Earth and Sky, de Nash.
Tras alcanzar un punto muerto con banda matriz, Crosby y Nash firmaron un contrato discográfico como dúo con ABC Records y comenzaron a salir frecuentemente de gira. Durante este periodo, el dúo publicó dos álbumes de estudio, Wind on the Water (1975) y Whistling Down the Wire (1976), en los que colaboraron el grupo musical The Section. Este grupo de músicos de sesión, rebautizado como The Mighty Jitters por Crosby, participó también en la grabación de trabajos discográficos de Carole King, James Taylor y Jackson Browne. Durante la década de 1970, Crosby y Nash también se convirtieron en músicos de sesión y participaron en la grabación de éxitos como "Mexico" de Taylor y "Free Man in Paris", de Joni Mitchell.
Por otra parte, Stills y Young regresaron a sus respectivas carreras. No obstante, ambos se unieron brevemente para grabar Long May You Run, un álbum acreditado a The Stills-Young Band. Inicialmente concebido como un álbum de reunión de CSNY, Stills y Young borraron las contribuciones vocales de Crosby y Nash de las cintas maestras cuando ambos se vieron obligados a abandonar las sesiones para finalizar la grabación de Whistling Down the Wire en Los Ángeles. Cuando Stills y Young se embarcaron en una gira para promocionar el álbum en el verano de 1976, las viejas tensiones entre ambos volvieron a surgir, exacerbadas por la decisión de Stills de elegir músicos de estudio profesionales en lugar del grupo Crazy Horse, preferido por Young.
Tras el concierto del 18 de julio de 1976, el autobús de Young tomó un camino diferente. Esperando a que su compañero llegase para el concierto del 20 de julio, Stills recibió un telegrama lacónico: "Querido amigo, ¿quién habría pensado que una gira que empezó de forma espontánea, acabaría de la misma forma? Caramba, comerte un melocotón ¿puede hacer que corras mucho? Necesito un descanso". La compañía de representación de Young afirmó que el músico estaba bajo órdenes del médico para descansar y recuperarse de una infección de garganta. Stills acabó la gira solo, mientras que Young se embarcó en una gira con Crazy Horse a finales de año.

### CSN,Daylight AgainyAllies(1977-1986)
A finales de 1976, Stills se reunió con Crosby y Nash en uno de los conciertos del dúo en Los Ángeles, sentando las bases para una nueva reunión del trío. Un año después, Crosby, Stills & Nash publicaron CSN. Grabado en los Criteria Studios de Miami entre finales de 1976 y comienzos de 1977, el álbum ejemplificó la meticulosa producción soft rock de la época e incluyó el sencillo "Just a Song Before I Go". Impedido por el éxito del álbum de Fleetwood Mac Rumours a la hora de alcanzar el primer puesto, CSN llegó al puesto dos en la lista Billboard 200.
Después de un periodo de cinco años unidos por sendos trabajos en solitario de Stills y Nash y varias giras entre 1977 y 1978, Crosby, Stills & Nash volvió a obtener un nuevo top 10 con Daylight Again, que alcanzó el puesto ocho en la lista Billboard 200 en 1982. Sin embargo, se fueron gestando complicaciones internas debido a la creciente dependencia de Crosby por la cocaína, lo que hizo que su participación fuera problemática. Earth & Sky (1980), un nuevo trabajo de Nash, iba a ser en principio otro proyecto junto a Crosby, pero la participación de Crosby se interrumpió debido al uso excesivo de drogas.
Debido a los crecientes problemas de salud de Crosby, el grupo empezó a usar canciones de otros compositores y cantantes para incrementar su material. El trío continuó saliendo de gira, pero obtuvieron un duro golpe con la detención y encarcelación de Crosby por posesión de drogas y armas en Texas en mayo de 1982. Después de haber grabado una canción principal para la película WarGames que nunca fue utilizada, el trío la publicó como sencillo y ensambló diferentes grabaciones en directo con dos temas de estudio para el álbum Allies, su peor registro en las listas de éxitos. Aunque la primera condena fue revocada, Crosby volvió a ser arrestado en diferentes ocasiones. Finalmente, pasó ocho meses en prisión, tiempo durante el cual Nash y Stills publicaron sendos trabajos en solitario.

### American Dream,Live It UpyAfter the Storm(1988-1994)
Basándose en una promesa que le hizo a Crosby si abandonaba el consumo de drogas, Young accedió a reunirse con el trío en un estudio de grabación tras su salida de prisión. El cuarteto grabó American Dream en 1988. Stills, que durante la época sufría una adición a la cocaína, y Crosby, debilitado por problemas de salud que requirieron un trasplante de hígado en 1994, apenas funcionaron en la grabación de American Dream, y la producción característica de finales de la década de 1980 anegó completamente el grupo. El álbum llegó al puesto 16 en la lista Billboard 200, aunque obtuvo pobres reseñas y Young se negó a apoyarlo con una gira de CSNY. El grupo produjo un videoclip para la canción "American Dream", en el que cada miembro interpreta un personaje vagamente basado en determinados aspectos de sus respectivas personalidades e imágenes públicas. CSNY volvió a reunirse para tocar en Laughter, Love and Music, un concierto conmemorativo de Bill Graham el 3 de noviembre de 1991.
Sin Young, CSN grabó otros dos álbumes de estudio durante la década de 1990: Live It Up y After the Storm, ambos con escasas ventas en comparación con trabajos anteriores. CSN, una caja recopilatoria integrada por cuatro discos con éxitos del grupo, fue publicada en 1991. Debido a determinadas dificultades, Elliot Roberts, que había dejado de representar al trío pero seguía trabajando con Young, evitó la inclusión de material de Neil en la caja, por lo que solo siete canciones de CSNY quedaron incluidas.
En 1994, CSN colaboró con Suzy Bogguss, Alison Krauss y Kathy Mattea en el álbum benéfico Red Hot + Country con una versión de la canción "Teach Your Children". After the Storm, publicado el mismo año, apenas entró en el top 100 de los discos más vendidos, y a finales de la década de 1990, CSN se encontró sin un contrato discográfico. No obstante, en 1997, Crosby, Stills & Nash fue introducido en el Salón de la Fama del Rock and Roll, siendo el único grupo en el que todos sus miembros figuran por partida doble en el Salón: Crosby figura también como miembro de The Byrds, Stills como miembro de Buffalo Springfield, y Nash como miembro de The Hollies. Por su parte, Young ha sido introducido en el Salón por su trabajo en solitario y como miembro de Buffalo Springfield, en 1995 y 1997 respectivamente, pero no por su vinculación al trío.

### Looking Forwardy giras de reunión (de 1999 en adelante)

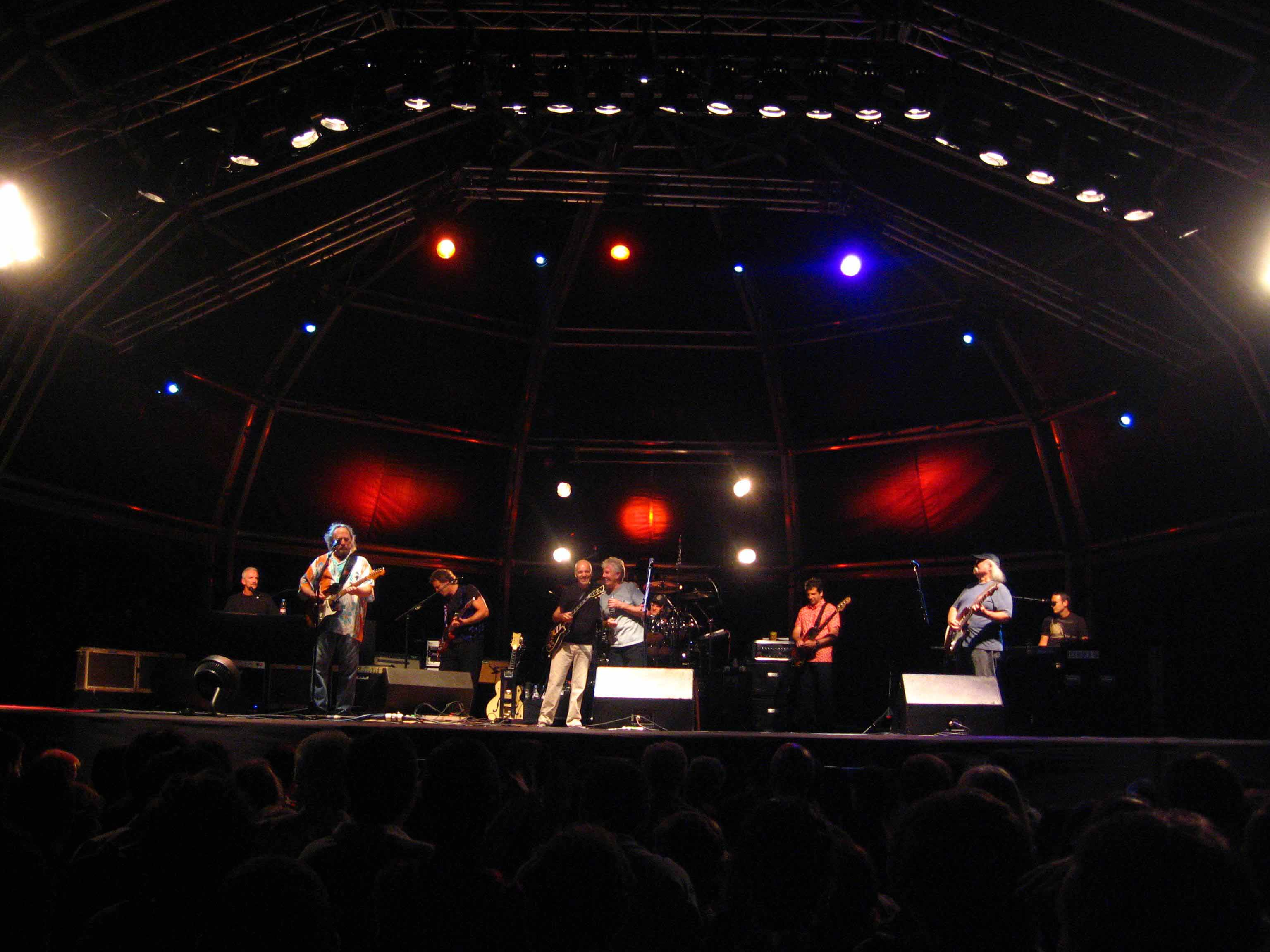
Crosby, Still y Nash, junto a Peter Frampton, el 12 de julio de 2005, en el Pueblo Español de Barcelona

Sin una compañía discográfica, Crosby, Stills y Nash comenzaron a autofinanciarse. En 1999, Stills invitó a Young a participar en algunas canciones. Impresionado por su coraje, Young aumentó su involucración en el proyecto y lo convirtió en un proyecto de CSNY. Looking Forward, el primer disco del cuarteto en diez años, fue publicado por Reprise Records, el sello discográfico de Young. Con créditos compositivos limitados en su mayoría a los miembros del grupo, Looking Forward obtuvo mejores críticas de la prensa musical en comparación con los tres trabajos de estudio anteriores. Además, las subsiguientes giras de 2000 y 2002 rindieron grandes beneficios económicos al grupo.
En 2006, el cuarteto volvió a salir de gira bajo el epígrafe Freedom of Speech Tour '06 en apoyo del álbum de Young Living with War. La lista de canciones de los conciertos incluyó las canciones de Living with War junto a material del cuarteto, canciones del álbum en solitario de Stills Man Alive! y nuevo material de Crosby y Nash. La gira, documentada en el largometraje CSNY Déjà Vu (2008), estuvo especialmente politizada debido a la oposición frontal de los músicos a la política exterior de la Administración Bush, especialmente con respecto a la guerra de Irak, e incluyó acusaciones explícitas al expresidente, especialmente con la canción "Let's Impeach the President".
El 16 de mayo de 2006, Crosby, Stills & Nash fueron premiados con el BMI Icon en la 54.ª gala de los premios BMI Pop por su "única e indeleble influencia en generaciones de músicos". En febrero de 2007, CSN se vieron forzados a posponer una gira por Australia y Nueva Zelanda debido a problemas de salud de Crosby. También en 2006, Gerry Tolman, representante del trío, falleció en un accidente de tráfico.
Una nueva reunión de CSN tuvo lugar en el concierto benéfico Bridge School Benefit en Mountain View, California, los días 26 y 27 de octubre de 2013.
En 2012, el trío ofreció una nueva gira por los Estados Unidos, Australia, Nueva Zelanda y Brasil, y publicó el álbum CSN 2012.

## Activismo político

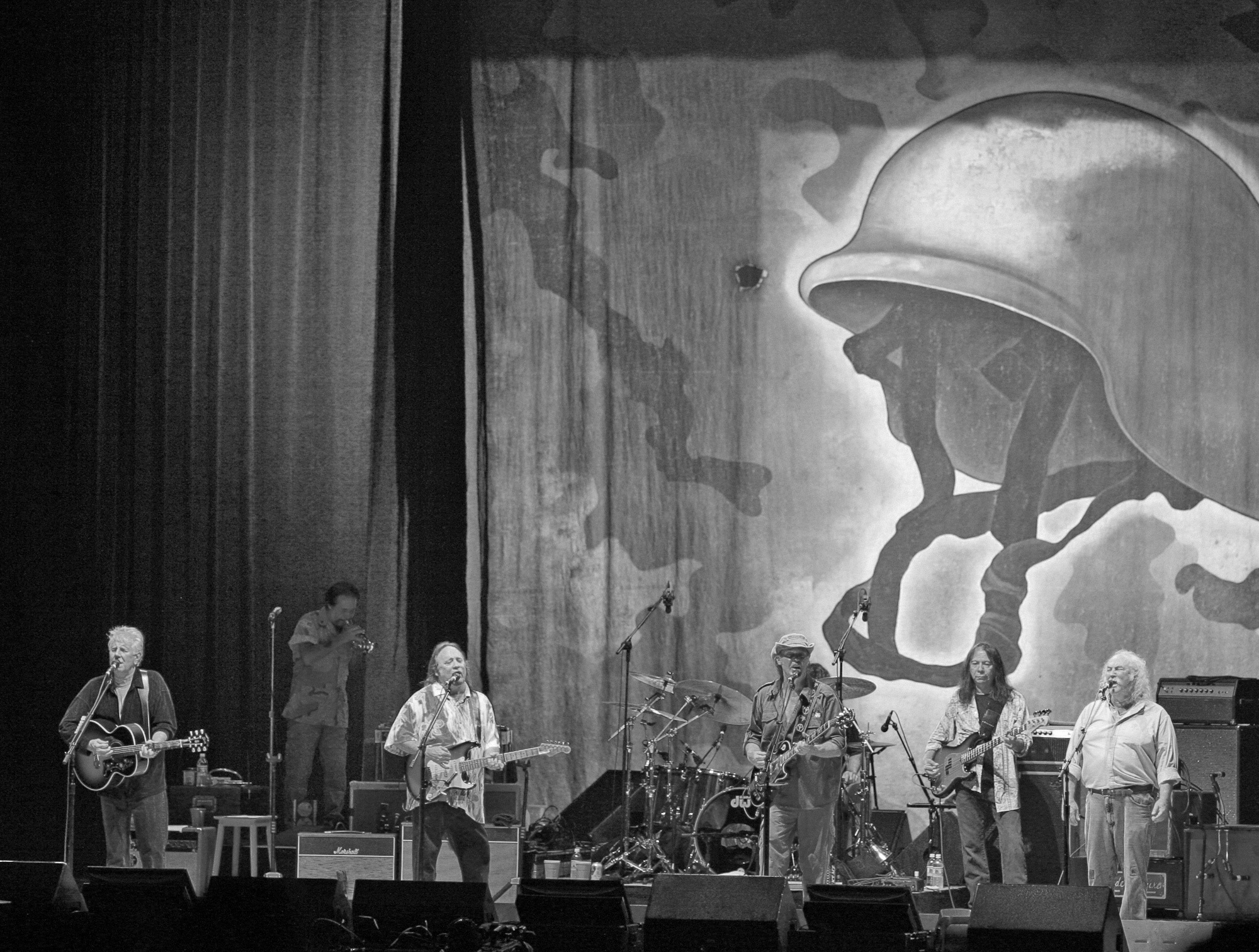
CSN durante la gira Freedom of Speech Tour '06.

La música de CSN refleja los puntos de vista de la contracultura de finales de los años 60 y comienzos de los 70. Con protestas en contra de la guerra de Vietnam durante los años 70, particularmente por Crosby, el grupo no ocultaba sus inclinaciones políticas, especialmente en materia antibelicista.
Graham Nash, por ejemplo, grabó una canción en respuesta a un evento político concreto. "Chicago", hacía referencia a los Chicago Seven, un grupo de siete activistas pacifistas acusados de conspiración e incitación a los disturbios en Chicago durante la Convención Nacional Demócrata de 1968. Uno de los acusados, Bobby Seale, cometió desacato a la corte, gritando y como resultado fue amordazado y atado a su silla durante el juicio.
Neil Young compuso e interpretó, con la ayuda de sus amigos, "Ohio". Fue escrita en respuesta a la masacre de la Universidad Estatal de Kent, donde la Guardia Nacional disparó contra una manifestación estudiantil en protestas antibelicistas y mató a cuatro estudiantes. La publicación de "Ohio" marcó la declaración musical más atrevida hasta la fecha en relación con la guerra de Vietnam, al mencionar explícitamente el nombre de Richard Nixon y expresar la rabia y la desesperación de la contracultura. Fue editada en sencillo con "Find The Cost Of Freedom" como cara B.
El grupo ha estado continuamente asociado con causas políticas a lo largo de su existencia, siendo el último ejemplo la canción "Almost Gone (The Ballad of Bradley Manning)", que se centra en la duración y las condiciones del confinamiento en prisión preventiva de Bradley Manning.

## Miembros
- David Crosby: voz y guitarra rítmica
- Graham Nash: voz, guitarra rítmica y teclados
- Neil Young: voz, guitarra solista y teclados
- Stephen Stills: voz, guitarra solista, teclados y bajo

## Discografía
Álbumes de estudio
- 1969: Crosby, Stills & Nash (CSN)
- 1970: Déjà Vu (CSNY)
- 1977: CSN (CSN)
- 1982: Daylight Again (CSN)
- 1988: American Dream (CSNY)
- 1990: Live It Up (CSN)
- 1994: After the Storm (CSN)
- 1999: Looking Forward (CSNY)
- 2009: Demos (CSN)

Álbumes en directo
- 1971: 4 Way Street (CSNY)
- 1983: Allies (CSN)
- 1987: On the right track (doble disco en directo grabado en Lakehurst N.J. 6/7/70)
- 2008: Déjà Vu Live (CSNY) (Versión en CD del film homónimo, dirigido por Neil Young)
- 2012: CSN 2012 (CSN) (2 CDS + DVD)
- 2014: CSNY 1974 (CSNY) (en formatos 1 CD, 3 CDS + DVD + Libreto y Caja de 6 Vinilos + Libreto y Memorabilia, este último en edición limitada).

Álbumes recopilatorios
- 1971: Lo Mejor de Crosby, Stills & Nash & Young (CSNY) (Llamado fuera de España Celebration Copy, incluye también temas de sus primeros discos en solitario)
- 1974: So Far (CSNY)
- 1980: Replay (CSN)
- 1983: Por fin en España (CSN) (Editado para promocionar su primera visita al país, cancelada en el último momento)
- 1991: CSN (CSN) (Box-set 4 CDS)
- 2005: Greatest Hits (CSN)

Videos y películas
- 1970: Woodstock (CSN)
- 1971: Festival at Big Sur (CSNY)
- 1982: Live in LA (CSN)
- 1991: The Acoustic Concert (CSN)
- 2004: Long Time Comin' (CSN, CSNY)
- 2008: CSNY/Déjà Vu (CSNY)

Colaboraciones
- 1970: Woodstock, music from the original soundtrack (CSNY)
- 1971: Woodstock Two (CSNY)
- 1979: No Nukes (CSN)
- 2009: Up in the Air: Music from the Motion Picture, "Taken it all" (CSNY)